# Старый Бобрик
Старый Бобрик (укр. Старий Бобрик) — село на Украине, основано в 1929 году, находится в Хорошевском районе Житомирской области.
Население по переписи 2001 года составляет 453 человека. Почтовый индекс — 12114. Телефонный код — 4145. Занимает площадь 1,138 км².
В селе родился Герой Советского Союза Иосиф Маркин.

## Адрес местного совета
12114, Житомирская область, Хорошевский р-н, с. Ягодинка, ул. Молодёжная, 1